# Liechtensteiner Cup 1999/2000
Der Liechtensteiner Cup 1999/2000 war die 55. Austragung des Fussballpokalwettbewerbs der Herren und wurde zwischen dem 19. Oktober 1999 und 10. Mai 2000 ausgespielt. Der FC Vaduz konnte seinen im Vorjahr gewonnenen Titel erfolgreich verteidigen.

## Teilnehmende Mannschaften
Folgende 15 Mannschaften nahmen am Liechtensteiner Cup teil:
| - FC Schaan - FC Schaan Azzurri - FC Vaduz - FC Vaduz II - FC Vaduz III - FC Ruggell - FC Ruggell II - FC Triesenberg | - FC Triesenberg II - FC Balzers - FC Balzers II - USV Eschen-Mauren - USV Eschen-Mauren II - FC Triesen - FC Triesen II |

## 1. Runde
| Datum      |                      | Ergebnis              |                   |
| ---------- | -------------------- | --------------------- | ----------------- |
| 19.10.1999 | FC Triesen II        | 3:3 n. V. (4:3 i. E.) | FC Schaan Azzurri |
| 19.10.1999 | FC Triesen           | 1:1 n. V. (2:1 i. E.) | FC Vaduz II       |
| 19.10.1999 | FC Balzers II        | 2:1                   | FC Triesenberg    |
| 19.10.1999 | FC Triesenberg II    | 0:9                   | FC Balzers        |
| 20.10.1999 | USV Eschen-Mauren II | 0:3                   | FC Schaan         |
| 20.10.1999 | FC Ruggell II        | 2:4 n. V.             | USV Eschen-Mauren |
| 19.10.1999 | FC Vaduz III         | 3:0                   | FC Ruggell        |
|            | FC Vaduz             | Freilos               |                   |

## Viertelfinale
| Datum      |               | Ergebnis |                   |
| ---------- | ------------- | -------- | ----------------- |
| 09.11.1999 | FC Vaduz III  | 0:2      | FC Balzers        |
| 09.11.1999 | FC Triesen II | 00:22    | FC Vaduz          |
| 02.03.2000 | FC Triesen    | 2:1      | USV Eschen-Mauren |
| 05.04.2000 | FC Balzers II | 1:2      | FC Schaan         |

## Halbfinale
| Datum      |            | Ergebnis              |            |
| ---------- | ---------- | --------------------- | ---------- |
| 11.04.2000 | FC Schaan  | 2:2 n. V. (7:8 i. E.) | FC Balzers |
| 12.04.2000 | FC Triesen | 1:2                   | FC Vaduz   |

## Finale
| Paarung        | FC Balzers – FC Vaduz |
| Ergebnis       | 0:6 (0:2) |
| Datum          | 10. Mai 2000 |
| Stadion        | Rheinpark Stadion, Vaduz |
| Zuschauer      | 1.150 |
| Schiedsrichter | Andreas Schluchter ( Schweiz) |
| Tore           | 0:1 Daniele Polverino (7.), 0:2 Daniel Hasler (43. Foulelfmeter), 0:3 Roman Hafner (72.), 0:4 Martin Telser (75.), 0:5 Daniel Hasler (79.), 0:6 Vaidotas Šlekys (85.) |
| FC Balzers     | Jürg Nüesch – Harry Zech, Andreas Heinzle – Thomas Hanselmann, Dieter Alge (20. Risch), Christoph Frick, Harald Benz, Christoph Foser (81. Hubert Stocker), Heini Stocker (46. Cortese) – Philipp Foser, Daniel Frick                                                         |
| FC Vaduz       | Javier Crespo – Oliver Bossi, Patrik Hefti, Heribert Koch (75. Daniel Keel), Jürgen Ospelt, Daniel Hasler – Martin Telser, Roman Hafner – Vaidotas Šlekys, Thomas Beck (54. Benjamin Fischer), Daniele Polverino (70. Arno Schmid) Spielertrainer: Uwe Wegmann ( Deutschland) |